# Bassin-Bleu
Bassin-Bleu (Haïtiaans-Creools: Basen Ble) is een stad en gemeente in Haïti met 63.000 inwoners. De plaats ligt aan de rivier Trois Rivières, 18 km ten zuiden van de stad Port-de-Paix. De gemeente maakt deel uit van het arrondissement Port-de-Paix in het departement Nord-Ouest.
Er wordt koffie, tabak en katoen verbouwd. Ook worden er bijen gehouden.

## Indeling
De gemeente bestaat uit de volgende sections communales:
| Nr. | Naam                | Km²   | Inw.2015 |
| --- | ------------------- | ----- | -------- |
| 1   | La Plate            | 50,44 | 18.267   |
| 2   | Carreau Datty       | 93,28 | 11.404   |
| 3   | Haut des Moustiques | 71,11 | 33.775   |